# Gwinejka
Gwinejka (Pteronetta hartlaubii) – gatunek dużego ptaka wodnego z rodziny kaczkowatych (Anatidae).
Gwinejka jest kaczką afrykańskich lasów o barwie ciemnokasztanowej. Wcześniej zaliczano ją do parafiletycznego taksonu piżmówek. Potem przeniesiono gatunek do rodziny kaczek Anatinae, choć dość znacznie różni się od typowych kaczek. Dlatego też wyróżniono monotypowy rodzaj Pteronetta, aby oddać wyraz odmienności cech.
Wyniki analizy sekwencji mitochondrialnego DNA cytochromu b i genu podjednostki drugiej dehydrogenazy NADH świadczą o przynależności do wyraźnie innej podrodziny, gdzie najbliższym jej krewnym jest etiopka, inny gatunek afrykańskiego ptaka wodnego o nieokreślonej jasno przynależności systematycznej.
Gwinejka jest ptakiem osiadłym (odnotowano jedynie lokalne migracje) występującym w równikowej Afryce Zachodniej i Środkowej, od Gwinei i Sierra Leone przez Nigerię po Sudan Południowy na wschodzie, oraz na południe do Gabonu, Republiki Konga i Zairu. Zasiedla małe rzeki i stawy w lasach tropikalnych i galeriowych (rodzaj sawanny). Widywana również nad wodami przybrzeżnymi, w lasach mangrowych i na suchszych sawannach. Przelatuje zwykle pojedynczo lub w niewielkich grupach.
Nazwa gatunkowa oraz angielska nazwa gwinejki, Hartlaub’s Duck (dosł. kaczka Hartlauba), wywodzi się od nazwiska niemieckiego badacza historii naturalnej, Gustawa Hartlauba.
StatusMiędzynarodowa Unia Ochrony Przyrody (IUCN) uznaje gwinejkę za gatunek najmniejszej troski (LC – Least Concern). Liczebność populacji w 2006 roku szacowano na 26–110 tysięcy osobników.